# Foho Ebole
Der Foho Ebole (kurz Ebole) ist eine osttimoresische Erhebung im Verwaltungsamt Loes (Gemeinde Liquiçá). Sie hat eine Höhe von 184 m und befindet sich im Nordwesten der Aldeia Irlelo im Suco Guiço. Südlich liegen der Foho Daalaba (147 m) und das Dorf Irlelo, östlich das Dorf Vatu-Vei.